# Dichiarazione d'indipendenza degli Stati Uniti d'America
La Dichiarazione d'indipendenza degli Stati Uniti d'America (formalmente L'unanime Dichiarazione dei tredici Stati uniti d'America, in inglese The unanimous Declaration of the thirteen united States of America) è il documento che ha segnato la nascita e l'indipendenza di tale federazione il 4 luglio 1776, data divenuta festività nazionale statunitense (giorno dell'Indipendenza), alla Convenzione di Philadelphia, nello Stato della Pennsylvania. In essa tredici colonie britanniche della costa atlantica nordamericana dichiararono la propria indipendenza dall'Impero britannico e le motivazioni che le avevano indotte a questo atto; nacquero quindi ufficialmente gli Stati Uniti d'America.

## Storia
Per quanto vi fossero già stati alcuni scontri fra i coloni ribelli e l'esercito britannico, la dichiarazione d'indipendenza segnò il vero inizio della Rivoluzione americana, che 7 anni dopo si sarebbe conclusa con la vittoria dell'esercito continentale di George Washington sulle forze di re Giorgio III.
Di fatto, la riunione del Congresso di Filadelfia guidata da John Adams, uno dei maggiori leader americani che combatté per l'indipendenza americana, fu un momento fondamentale nella lotta dei coloni contro la Gran Bretagna, tanto che portò la situazione a sfociare in una vera e propria rivoluzione volta a rovesciare la politica esistente, ponendo così in primo piano i diritti dei coloni che fino ad allora non erano stati rispettati dalla madrepatria.
Il documento, richiesto e scritto da Thomas Jefferson, non mirò propriamente a definire una nuova forma di governo e pertanto non va confuso con la futura Costituzione degli Stati Uniti d'America. L'obiettivo fu invece quello di rafforzare il supporto interno alla propria battaglia, incoraggiando così l'intervento a proprio favore di alcune potenze europee, in particolare la Francia, che in seguito si unirono al conflitto.

### Preambolo del 15 maggio
Come di consuetudine, il Congresso nominò un comitato per redigere un preambolo che spiegasse lo scopo della risoluzione. John Adams scrisse il preambolo, che affermava che poiché re Giorgio III aveva rifiutato la riconciliazione e stava assoldando mercenari stranieri da usare contro le colonie, "è necessario che l'esercizio di ogni tipo di autorità sotto la suddetta corona venga completamente soppresso". Il preambolo di Adams aveva lo scopo di incoraggiare il rovesciamento dei governi di Pennsylvania e Maryland, che erano ancora sotto il dominio di proprietari terrieri. Il Congresso approvò il preambolo il 15 maggio dopo diversi giorni di dibattito, ma quattro delle colonie centrali votarono contro e la delegazione del Maryland abbandonò l'aula in segno di protesta. Adams considerava il suo preambolo del 15 maggio come una vera e propria dichiarazione di indipendenza americana, sebbene una dichiarazione formale dovesse ancora essere fatta.

### Risoluzione di Lee
(La risoluzione proposta da Richard Henry Lee il 7 giugno 1776 durante il Secondo congresso continentale)
Il 7 giugno 1776, Richard Henry Lee presentò una risoluzione al Congresso, dichiarando l'indipendenza delle colonie. Esortò il Congresso a "prendere le misure più efficaci per formare alleanze estere" e a preparare un piano di confederazione per i nuovi stati indipendenti. Lee sosteneva che l'indipendenza fosse l'unico modo per assicurarsi un'alleanza straniera, poiché nessun monarca europeo avrebbe trattato con l'America se fosse rimasta colonia britannica. I leader americani avevano respinto il diritto divino dei re nel Nuovo Mondo, ma riconoscevano la necessità di dimostrare la loro credibilità nel Vecchio Continente.
L'approvazione della Risoluzione di Lee fu all'epoca riportata come dichiarazione definitiva di indipendenza delle colonie dalla Gran Bretagna. Il The Pennsylvania Evening Post riferì:
(The Pennsylvania Evening Post, 2 luglio 1776)

## La dichiarazione

La commissione dei cinque redattori nell'atto di presentare il proprio lavoro al Congresso. (incisione di Waterman Lilly Ormsby di un dipinto di John Trumbull)

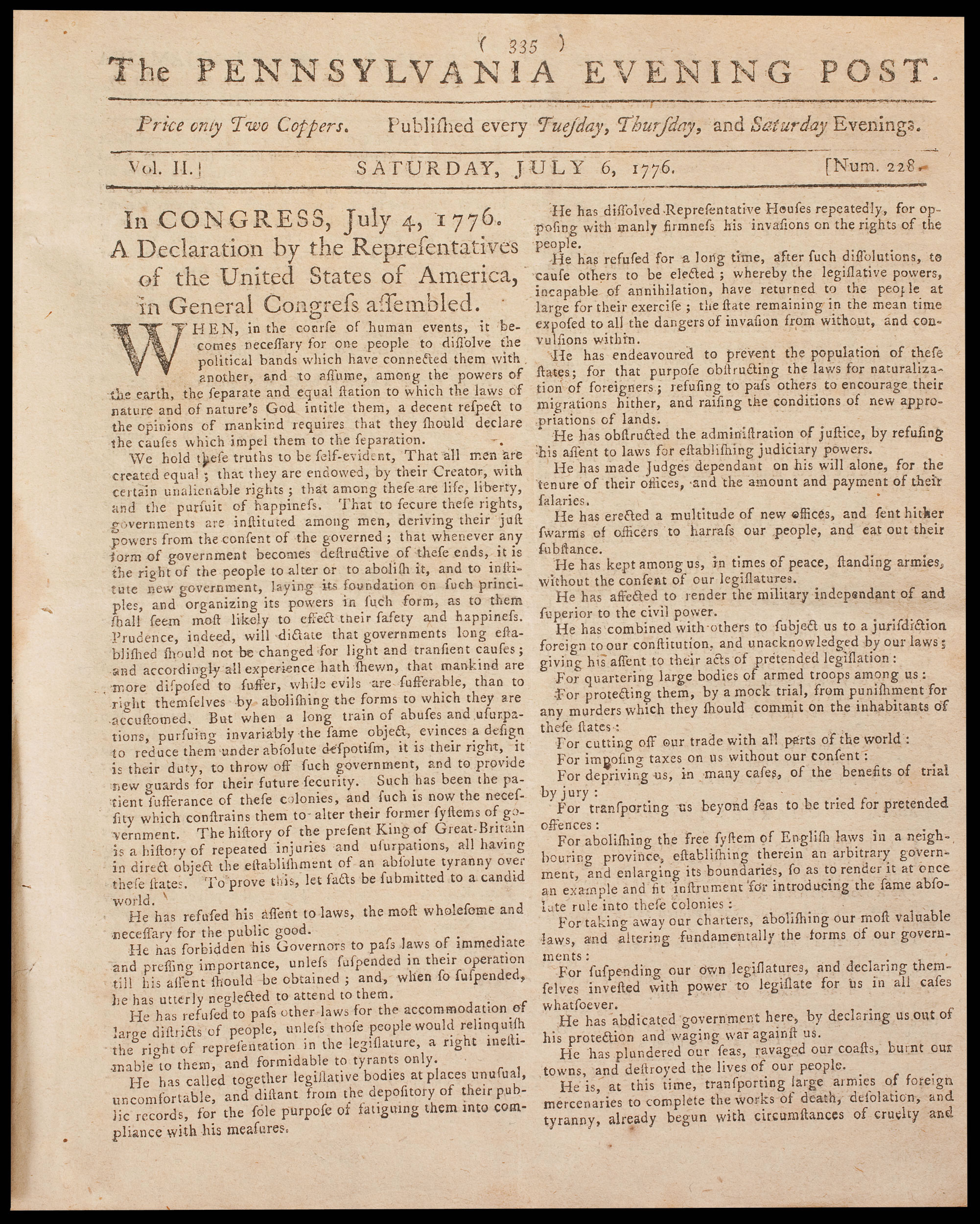
Il The Pennsylvania Evening Post del 6 luglio 1776 divenne il primo quotidiano a pubblicare il testo della Dichiarazione d'indipendenza.

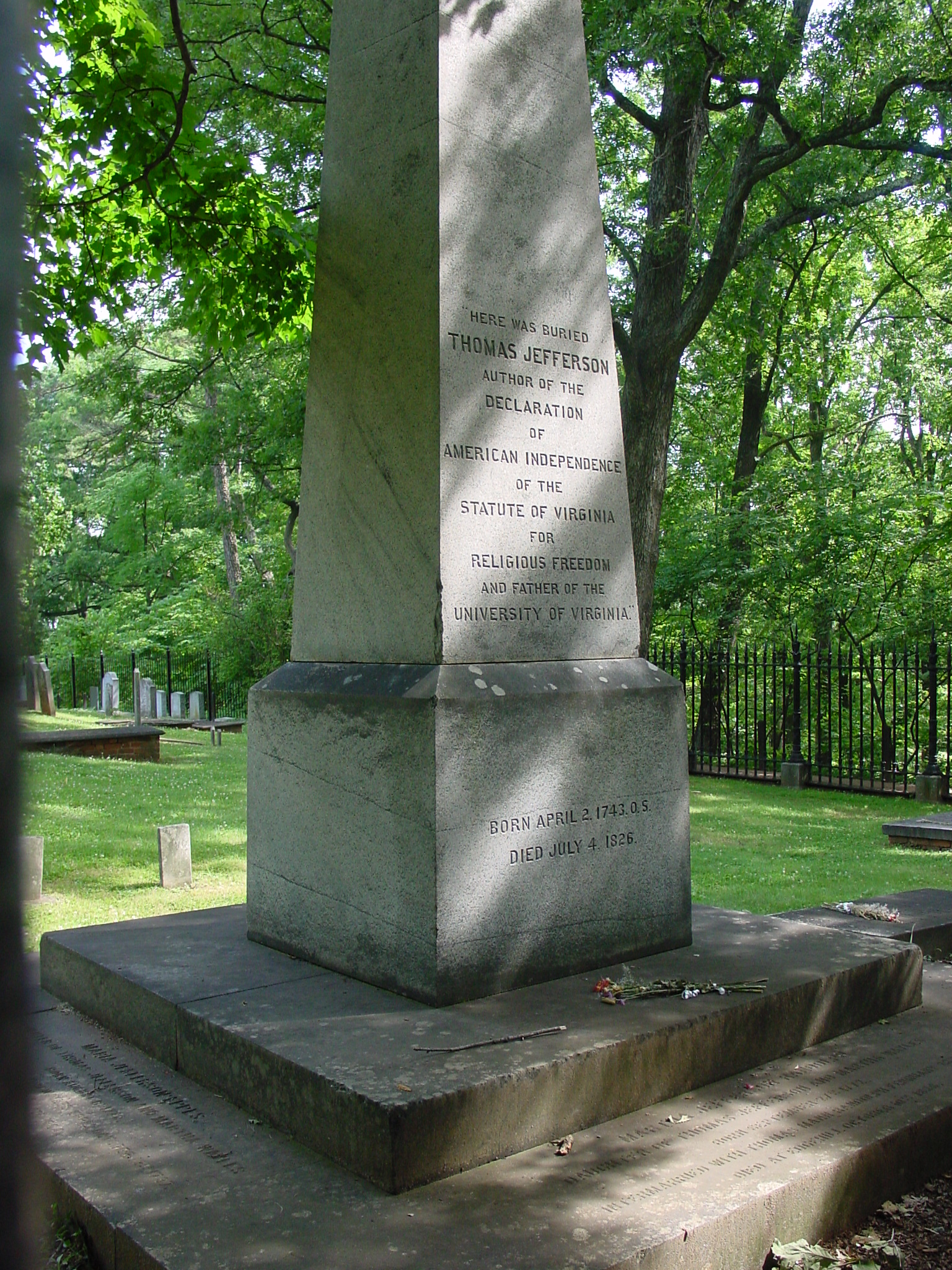
Tomba di Thomas Jefferson: l'iscrizione, come da lui voluto, recita Qui giace Thomas Jefferson, autore della Dichiarazione d'indipendenza degli Stati Uniti d'America, dello Statuto della Virginia per la libertà religiosa e padre dell'Università della Virginia.

La dichiarazione fu scritta dalla cosiddetta Commissione dei Cinque, composta da Thomas Jefferson, che fu il principale redattore della prima bozza, quindi John Adams, Benjamin Franklin, Robert R. Livingston e Roger Sherman. Anche se già due giorni prima, il martedì 2 luglio (data che lo stesso Adams propose, invano, come data ufficiale), il secondo congresso continentale aveva votato per approvare la risoluzione d'indipendenza proposta da Richard Henry Lee, il documento fu ratificato formalmente su carta di canapa la sera di giovedì 4 luglio 1776 nella sala congressi di Philadelfia. Cinquantasei delegati del secondo congresso continentale, chiamati "Padri Fondatori" (Founding Fathers), si unirono nei giorni successivi a porre la propria firma accanto a quella del politico John Hancock, il primo firmatario della carta. Nello stesso documento, si accusava il re (e non più i suoi collaboratori, come in passato) di essere l'unico legame esistente tra i coloni e la Gran Bretagna.
L'originale della dichiarazione, ormai quasi illeggibile, è esposto nei National Archives di Washington, museo che custodisce molti documenti, ufficiali e non, dei fatti che hanno segnato la storia degli Stati Uniti. La dichiarazione di indipendenza viene esposta al pubblico assieme alla Costituzione degli Stati Uniti e al United States Bill of Rights nella sala più prestigiosa, chiamata Rotunda per via della sua forma circolare.

### Il Testo
Quando nel corso di eventi umani, sorge la necessità che un popolo sciolga i legami politici che lo hanno stretto a un altro popolo e assuma tra le potenze della terra lo stato di potenza separata e uguale a cui le Leggi della Natura e del Dio della Natura gli danno diritto, un conveniente riguardo alle opinioni dell'umanità richiede che quel popolo dichiari le ragioni per cui è costretto alla secessione.
Noi riteniamo che sono per se stesse evidenti queste verità: che tutti gli uomini sono creati eguali; che essi sono dal Creatore dotati di certi inalienabili diritti, che tra questi diritti sono la Vita, la Libertà, e il perseguimento della Felicità; che per garantire questi diritti sono istituiti tra gli uomini governi che derivano i loro giusti poteri dal consenso dei governati; che ogni qualvolta una qualsiasi forma di governo tende a negare questi fini, il popolo ha diritto di mutarla o abolirla e di istituire un nuovo governo fondato su tali principi e di organizzarne i poteri nella forma che sembri al popolo meglio atta a procurare la sua Sicurezza e la sua Felicità.
Certamente, prudenza vorrà che i governi di antica data non siano cambiati per ragioni futili e peregrine; e in conseguenza l'esperienza di sempre ha dimostrato che gli uomini sono disposti a sopportare gli effetti d'un malgoverno finché siano sopportabili, piuttosto che farsi giustizia abolendo le forme cui sono abituati. Ma quando una lunga serie di abusi e di malversazioni, volti invariabilmente a perseguire lo stesso obiettivo, rivela il disegno di ridurre gli uomini all'assolutismo, allora è loro diritto, è loro dovere rovesciare un siffatto governo e provvedere nuove garanzie alla loro sicurezza per l'avvenire. Tale è stata la paziente sopportazione delle Colonie e tale è ora la necessità che le costringe a mutare quello che è stato finora il loro ordinamento di governo. Quella dell'attuale re di Gran Bretagna è storia di ripetuti torti e usurpazioni, tutti diretti a fondare un'assoluta tirannia su questi Stati. Per dimostrarlo ecco i fatti che si sottopongono all'esame di tutti gli uomini imparziali e in buona fede.
1) Egli ha rifiutato di approvare leggi sanissime e necessarie al pubblico bene.
2) Egli ha proibito ai suoi governatori di approvare leggi di immediata e urgente importanza, se non a condizione di sospenderne l'esecuzione finché non si ottenesse l'assentimento di lui, mentre egli trascurava del tutto di prenderle in considerazione.
3) Egli ha rifiutato di approvare altre leggi per la sistemazione di vaste zone popolate, a meno che quei coloni rinunciassero al diritto di essere rappresentati nell'assemblea legislativa – diritto di inestimabile valore per essi e temibile solo da un tiranno.
4) Egli ha convocato assemblee legislative in luoghi insoliti, incomodi e lontani dalla sede dei loro archivi, al solo scopo di indurre i coloni, affaticandoli, a consentire in provvedimenti da lui proposti.
5) Egli ha ripetutamente disciolte assemblee legislative solo perché si opponevano con maschia decisione alle sue usurpazioni dei diritti del popolo.
6) Dopo lo scioglimento di quelle assemblee si è opposto all'elezione di altre: ragion per cui il Potere legislativo, che non può essere soppresso, è ritornato, per poter funzionare, al popolo nella sua collettività, – mentre lo Stato è rimasto esposto a tutti i pericoli di invasioni dall'esterno, e di agitazioni all'interno.
7) Egli ha tentato di impedire il popolamento di questi Stati, opponendosi a tal fine alle leggi di naturalizzazione di forestieri rifiutando di approvarne altre che incoraggiassero la immigrazione, e ostacolando le condizioni per nuovi acquisti di terre.
8) Egli ha fatto ostruzionismo all'amministrazione della giustizia rifiutando l'assentimento a leggi intese a rinsaldare il potere giudiziario.
9) Egli ha reso i giudici dipendenti solo dal suo arbitrio per il conseguimento e la conservazione della carica, e per l'ammontare e il pagamento degli stipendi.
10) Egli ha istituito una quantità di uffici nuovi, e mandato qui sciami di impiegati per vessare il popolo e divorarne gli averi.
11) Egli ha mantenuto tra noi, in tempo di pace, eserciti stanziali senza il consenso dell'autorità legislativa.
12) Egli ha cercato di rendere il potere militare indipendente dal potere civile, e a questo superiore.
13) Egli si è accordato con altri per assoggettarci a una giurisdizione aliena dalla nostra costituzione e non riconosciuta dalle nostre leggi, dando il suo assentimento alle loro pretese disposizioni legislative miranti:
a) acquartierare tra noi grandi corpi di truppe armate;
b) proteggerle, con processi da burla, dalle pene in cui incorressero per assassinii commessi contro gli abitanti di questi Stati;
c) interrompere il nostro commercio con tutte le parti del mondo;
d) imporci tasse senza il nostro consenso;
e) privarci in molti casi dei benefici del processo per mezzo di giuria;
f) trasportarci oltremare per esser processati per pretesi crimini;
g) abolire il libero ordinamento di leggi inglesi in una provincia attigua, istituendovi un governo arbitrario, ed estendendone i confini sì da farne nello stesso tempo un esempio e un adatto strumento per introdurre in queste Colonie lo stesso governo assoluto;
h) sopprimere le nostre carte statutarie, abolire le nostre validissime leggi, e mutare dalle fondamenta le forme dei nostri governi;
i) sospendere i nostri corpi legislativi, e proclamarsi investito del potere di legiferare per noi in ogni e qualsiasi caso.
14) Egli ha abdicato al suo governo qui, dichiarandoci privati della sua protezione e facendo guerra contro di noi.
15) Egli ha predato sui nostri mari, ha devastato le nostre coste, ha incendiato le nostre città, ha distrutto le vite del nostro popolo.
16) Egli sta trasportando, in questo stesso momento, vasti eserciti di mercenari stranieri per completare l'opera di morte, di desolazione e di tirannia già iniziata con particolari casi di crudeltà e di perfidia che non trovano eguali nelle più barbare età, e sono del tutto indegni del capo di una nazione civile.
17) Egli ha costretto i nostri concittadini fatti prigionieri in alto mare a portare le armi contro il loro paese, a diventare carnefici dei loro amici e confratelli, o a cadere uccisi per mano di questi.
18) Egli ha incitato i nostri alla rivolta civile, e ha tentato di istigare contro gli abitanti delle nostre zone di frontiera i crudeli selvaggi indiani la cui ben nota norma di guerra è la distruzione indiscriminata di tutti gli avversari, di ogni età, sesso e condizione.
A ogni momento mentre durava questa apprensione noi abbiamo chiesto, nei termini più umili, che fossero riparati i torti fattici; alle nostre ripetute petizioni non si è risposto se non con rinnovate ingiustizie. Un principe, il cui carattere si distingue così per tutte quelle azioni con cui si può definire un tiranno, non è adatto a governare un popolo libero.
E d'altra parte non abbiamo mancato di riguardo ai nostri fratelli britannici. Di tanto in tanto li abbiamo avvisati dei tentativi fatti dal loro parlamento di estendere su di noi una illegale giurisdizione. Abbiamo ricordato ad essi le circostanze della nostra emigrazione e del nostro stanziamento in queste terre. Abbiamo fatto appello al loro innato senso di giustizia e alla loro magnanimità, e li abbiamo scongiurati per i legami dei nostri comuni parenti di sconfessare queste usurpazioni che inevitabilmente avrebbero interrotto i nostri legami e i nostri rapporti.
Anch'essi sono stati sordi alla voce della giustizia, alla voce del sangue comune. Noi dobbiamo, perciò, rassegnarci alla necessità che denuncia la nostra separazione, e dobbiamo considerarli, come consideriamo gli altri uomini, nemici in guerra, amici in pace.
Noi pertanto, Rappresentanti degli Stati Uniti d'America, riuniti in Congresso generale, appellandoci al Supremo Giudice dell'Universo per la rettitudine delle nostre intenzioni, nel nome e per l'autorità del buon popolo di queste Colonie, solennemente rendiamo di pubblica ragione e dichiariamo: che queste Colonie Unite sono, e per diritto devono essere, stati liberi e indipendenti; che esse sono sciolte da ogni sudditanza alla Corona britannica, e che ogni legame politico tra esse e lo Stato di Gran Bretagna è, e deve essere, del tutto sciolto; e che, come Stati liberi e indipendenti, essi hanno pieno potere di far guerra, concludere pace, contrarre alleanze, stabilire commercio e compilare tutti gli altri atti e le cose che gli stati indipendenti possono a buon diritto fare. E in appoggio a questa dichiarazione, con salda fede nella protezione della Divina Provvidenza, reciprocamente impegniamo le nostre vite, i nostri beni e il nostro sacro onore.»

### Contenuto
Essa può essere suddivisa in tre parti: una dichiarazione di principi relativa ai diritti dell'uomo e alla legittimità della rivoluzione, un elenco di specifiche accuse circostanziate nei confronti del re Giorgio III d'Inghilterra, e una formale dichiarazione d'indipendenza.
Nella prima parte vi sono alcuni riferimenti ai principi illuministici e giusnaturalisti, tra cui il riferimento alla "legge naturale e divina" e al principio dell'uguaglianza: "Tutti gli uomini sono stati creati uguali", e subito dopo il riferimento ai "diritti inalienabili". Si fa inoltre riferimento al diritto del popolo di ribellarsi all'autorità costituita teorizzato da Locke: "è diritto del popolo modificarlo o distruggerlo".

### Firmatari della Dichiarazione
- Provincia del New Hampshire: Josiah Bartlett, William Whipple, Matthew Thornton
- Provincia della Massachusetts Bay: Samuel Adams, John Adams, John Hancock, Robert Treat Paine, Elbridge Gerry
- Colonia di Rhode Island e delle Piantagioni di Providence: Stephen Hopkins, William Ellery
- Colonia del Connecticut: Roger Sherman, Samuel Huntington, William Williams, Oliver Wolcott
- Provincia di New York: William Floyd, Philip Livingston, Francis Lewis, Lewis Morris
- Provincia del New Jersey: Richard Stockton, John Witherspoon, Francis Hopkinson, John Hart, Abraham Clark
- Provincia di Pennsylvania: Robert Morris, Benjamin Rush, Benjamin Franklin, John Morton, George Clymer, James Smith, George Taylor, James Wilson, George Ross
- Colonia del Delaware: George Read, Caesar Rodney, Thomas McKean
- Provincia del Maryland: Samuel Chase, William Paca, Thomas Stone, Charles Carroll of Carrollton
- Colonia della Virginia: George Wythe, Richard Henry Lee, Thomas Jefferson, Benjamin Harrison V, Thomas Nelson Jr., Francis Lightfoot Lee, Carter Braxton.

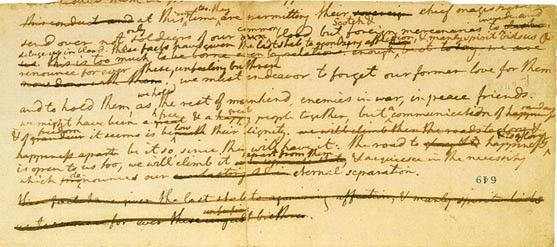
Dettaglio del primo abbozzo conosciuto della Dichiarazione d'Indipendenza, scritto da Thomas Jefferson.

- Provincia della Carolina del Nord: William Hooper, Joseph Hewes, John Penn
- Provincia della Carolina del Sud: Edward Rutledge, Thomas Heyward Jr., Thomas Lynch Jr., Arthur Middleton
- Provincia della Georgia: Button Gwinnett, Lyman Hall, George Walton

Per un totale di 56 firme.

### Stesure
La prima bozza della dichiarazione d'indipendenza, del venerdì 28 giugno 1776, fu scritta su carta olandese, cioè di canapa, così come la seconda, completata il martedì 2 luglio. Questo fu il documento approvato, annunciato e presentato il giovedì 4 luglio. Il venerdì 19 luglio 1776 il Congresso ordinò che la dichiarazione fosse copiata su pergamena, e questo fu il documento firmato dai delegati il venerdì 2 agosto 1776.
La Dichiarazione d'indipendenza verrà poi stampata in Caslon, carattere tipografico Old Style inglese. Benjamin Franklin, amico di John Baskerville, cercò di convincere gli altri rappresentanti delle colonie ad utilizzare il carattere omonimo di Baskerville, carattere che si basava sullo stesso Caslon. Tuttavia gli altri coloni rifiutarono di utilizzare il carattere chiesto da Franklin.